# Fight for This Love
Fight For This Love is een nummer van de Britse zangeres Cheryl Cole uit 2010. Het is de eerste single van haar debuutalbum 3 Words. Het nummer gaat over het niet opgeven van je partner.
Het nummer werd een nummer 1-hit in het Verenigd Koninkrijk, Cheryl Cole's thuisland. Verder haalde het nummer in een groot deel van Europa de bovenste 10 van de hitlijsten. In de Nederlandse Top 40 haalde het nummer de 2e positie, in de Vlaamse Ultratop 50 haalde het nummer 13.